# Fjölnir
«Фьёльнир» (исл. Fjölnir, Fjolnir или Fjoelnir) — язык программирования, разработанный профессором информатики Исландского университета Снорри Агнарссоном (Snorri Agnarsson). Пик его популярности пришелся на 1980-е годы. Файлы с исходными текстами программ на этом языке имеют чаще всего расширение fjo.
Отличительная особенность языка — взаимосвязи модулей не определяются перечислением импортируемых имён «внутри» каждого модуля, а задаются «снаружи» как выражения над модулями в целом.

## Программа «Hello, World!»
```
;; Hello world in Fjölnir

"hello" < main
{
   main ->
   stef(;)
   stofn
       skrifastreng(;"Hello, world!"),
   stofnlok
}
*
"GRUNNUR"
;

```

Данный пример также демонстрирует операции с модулями: содержимое модуля под названием "GRUNNUR" (базовая библиотека языка) при помощи операции * импортируется в безымянный модуль {...}.